# Agni (roi)
Pour les articles homonymes, voir Agni.
Agni est un roi de Suède légendaire appartenant à la dynastie des Ynglingar. Il est le fils de Dag le Sage.
Agni partit combattre en Finlande. Lors d'une bataille, le roi finnois Frosti trouva la mort et Agni et son armée s'emparèrent d'un grand butin. Agni ravit aussi Skjálf et Logi, la fille et le fils de Frosti.
Pendant le trajet du retour, Agni épousa Skjálf, qui demanda à son mari d'organiser un banquet funéraire en l'honneur de son père. Le roi y consentit, et un grand festin eut lieu dans une clairière. Puis, Agni alla se coucher sous sa tente, située à proximité d'un grand arbre. Skjálf lui demanda alors de prendre soin du collier qu'il portait et Agni le resserra en conséquence. Quand le roi fut endormi, Skjálf attacha une corde au collier. Ses hommes soulevèrent ensuite la tente, firent passer la corde au-dessus des hautes branches de l'arbre, et tirèrent jusqu'à ce qu'Agni meure pendu, puis ils s'enfuirent. Le roi fut incinéré sur place, à l'emplacement actuel de Stockholm.
Alaric et Eric succédèrent à leur père.
Agni est appelée à tort Hogne. Contrairement à ce qu'indique l'Ynglingatal, l'Historia Norwegiæ ne donne pas Dagr comme prédécesseur d'Agne, mais Alrekr. Au lieu de cela, Alrekr est le prédécesseur d'Agni et Agni est remplacé par Yngvi (improprement appelé Ingialdr). La source encore plus ancienne Íslendingabók cite la lignée de descendance dans l'Ynglingatal et donne la même ligne de succession que l'Historia Norwegiæ.
L'endroit indiqué par Snorri Sturluson comme le lieu de la mort d'Agni possède un tumulus appelé Kung Agnes hög (le tumulus du roi Agne) à Sollentuna. Le tumulus est fouillé et daté d'environ 400.

## Sources
- Snorri Sturluson, Saga des Ynglingar [détail des éditions] : 19.
- Thjódólf des Hvínir, Ynglingatal : 10.